# إتش تي سي ويندوس فون 8X (موبايل)
إتش تي سي ويندوس فون 8X (بالإنجليزية: HTC Windows Phone 8X) هو هاتف ذكي من إتش تي سي يعمل بنظام ويندوز فون، تم طرحه في الأسواق في الربع الرابع من عام 2012.

## الخصائص
- نظام التشغيل: ويندوز فون
- الكاميرا الأمامية: 8 ميجابكسل
- الكاميرا الخلفية: 2.1 ميجابكسل
- الشاشة: إل سي دي 1280 × 720
- الوزن: 130 غرام
- المعالج: 1.5 جيجا هرتز ثنائي النواة
- الذاكرة: 16 جيجابايت